# (21181) 1994 EB2
1994 إي بي 2 (ويعرف أيضًا باسم (21181) 1994 إي بي 2 وفق تسمية الكوكب الصغير) (بالإنجليزية: 1994 EB2)‏ هو كويكب ضمن حزام الكويكبات؛ وترتيبه 21181 من حيث الاكتشاف.
اكتُشف هذا الجُرم الفلكي بواسطة اليانور إف. هيلين في 6 مارس 1994.

## وصلات خارجية
- (21181) 1994 EB2 في قاعدة بيانات مختبر الدفع النفاث لأجرام النظام الشمسي الصغيرة

- الاكتشاف · مخطط المدار ·  العناصر المدارية · المعلمات المادية

- (21181) 1994 EB2 على موقع ويكي سكاي: DSS2, SDSS, GALEX, IRAS, Hydrogen α, X-Ray, Astrophoto, Sky Map, Articles and images